# C'è bisogno di nuovi nomi
C'è bisogno di nuovi nomi è il romanzo d'esordio del 2013 della scrittrice dello Zimbabwe NoViolet Bulawayo. Si tratta di un romanzo di formazione incentrato sulla vita di una ragazzina di nome Darling che affronta un mondo di caos e degrado con i suoi amici, dapprima nel suo paese di origine e più tardi da adolescente nel Midwest degli Stati Uniti, dove un futuro migliore sembra sul punto di arrivare quando va a raggiungere una zia che lavora lì.

## Trama
Il romanzo inizia seguendo un gruppo di bambini per lo più preadolescenti: il personaggio centrale Darling e le sue amiche Sbho, Stina, Chipo, Bastard e Godknows vivono in baracche di lamiera nello Zimbabwe dopo che le loro case erano state rase al suolo dalla polizia paramilitare di Mugabe. L'autrice offre uno sguardo su un mondo dove il caos e il degrado diventano realtà quotidiana, e dove in particolare vige la minaccia della violenza in una baraccopoli chiamata Paradise. I bambini passano le loro giornate combinando guai, rubando guaiave dal ricco quartiere conosciuto come "Budapest", inventandosi una vita di avventure e finzione, sognando ad occhi aperti di godersi il lusso all'estero in luoghi come Dubai e l'America. Quando alla fine Darling si reca all'estero per vivere con sua zia che lavora a Detroit, in Michigan, scopre molte altre difficoltà da affrontare, compreso l'ascolto di idee sbagliate sulla propria terra natale, il dover adattarsi a una nuova cultura e il fatto che ci sono così tanti immigrati clandestini negli Stati Uniti sui quali la minaccia del rimpatrio incombe.

## Riconoscimenti
Il primo capitolo del libro Hitting Budapest, inizialmente presentato come una storia nel Boston Review, ha vinto il Premio Caine per la scrittura africana nel 2011. Il romanzo è stato selezionato per il Man Booker Prize e ha vinto il prestigioso Premio PEN/Hemingway per l'opera prima di narrativa, nonché altri svariati riconoscimenti internazionali.

## Edizioni italiane
- C'è bisogno di nuovi nomi (We Need New Names, 2013), Milano, Bompiani, 2014 traduzione di Elena Malanga ISBN 978-88-452-7704-7.